# Pogonarthria leiarthra
Pogonarthria leiarthra är en gräsart som beskrevs av Eduard Hackel. Pogonarthria leiarthra ingår i släktet Pogonarthria och familjen gräs. Inga underarter finns listade i Catalogue of Life.